# Giuseppe Arzilli
Giuseppe Arzilli (Città di San Marino, 20 gennaio 1941 – San Marino, 18 novembre 2023) è stato un politico sammarinese.

## Biografia
Fu un esponente del Partito Democratico Cristiano Sammarinese. Per tre volte fu uno dei Capitani Reggenti: la prima volta tra ottobre 1986 e aprile 1987; poi tra l'ottobre 1999 e l'aprile 2000; l'ultima tra l'ottobre 2004 e l'aprile 2005.
Dal 1974 al 2006 fu membro del Consiglio Grande Generale della Repubblica di San Marino per sette legislature consecutive. Dal 1997 al 2006 fu rappresentante sanmarinese presso il consiglio d'Europa, ricoprendone la vicepresidenza dal gennaio all'ottobre 2006.
Ricevette la medaglia d'argento pro-merito per la presenza di 10 anni e il titolo di Membro onorario del Consiglio d'Europa.
Ricoprì anche il mandato di Ambasciatore non residente della Repubblica di San Marino presso la Confederazione Svizzera.
Morì nell'autunno 2023 all'età di 82 anni.